# Vidas de Sal
Vidas de Sal é uma telenovela portuguesa transmitida na RTP1 entre 30 de Setembro de 1996 e 4 de Abril de 1997, totalizando 150 episódios. É da autoria de Tozé Martinho, Sarah Trigoso e Cristina Aguiar.

## Sinopse
A acção desta telenovela decorre entre Lisboa e uma pequena vila piscatória, a Praia da Fé, de onde é oriunda Eugénia Reis (Mariana Rey Monteiro), a personagem central desta história. A Praia da Fé é um pequeno porto de pesca onde o mar comanda os destinos das gentes. Entre as traineiras de cores garridas e os minúsculos batéis baptizados com nomes de santos, o cordame, as redes muito remendadas, os limos secos e as gaivotas barulhentas, passam fugazes as vidas de homens e mulheres, vidas de sal que nascem e morrem com as ondas que rebentam na praia... O grande conflito tem base na luta entre dois irmãos, Paulo (Guilherme Filipe) e João (Virgílio Castelo), não só pela mesma mulher, mas também por conceitos de vida e de negócios diametralmente opostos.  Paulo e João odeiam-se mutuamente, mas esse ódio chega ao ponto de Paulo tentar matar o irmão. Este fica convencido que teve sucesso, mas João salva-se e vê-se obrigado a esconder-se, pois a vida das suas filhas também corre perigo. João descobre que Paulo se serve de barcos pertencentes à empresa de Eugénia Reis para tráfico de droga, e que uma das suas filhas está envolvida no contrabando, ficando assim impossibilitado de denunciar o irmão.Vidas de Sal retrata as vidas paralelas dos seus personagens, os seus encontros e desencontros ao longo dos anos, numa trama que envolve viagens, ambição, tráfico de droga, laços de família, amizade, amor e ódio. Mas só o amor conseguirá vencer o ódio, com muito esforço e muita luta...

## Elenco

### Protagonistas
- Mariana Rey Monteiro[1][8][9][10] - Eugénia Reis
- Armando Cortez[1][11] - Leonardo Reis
- Patrícia Tavares[1][12][13] - Mariana
- Helena Isabel[1] - Beatriz
- Virgílio Castelo[1][14] - João Fragoso
- Simone de Oliveira[1][15][16][17][18] - Madalena Fragoso

### Elenco principal
- André Gago[19][20] - Samuel
- António Évora - Mestre Chico
- Benjamim Falcão - Custódio
- Bernardo Moreira Lopes - Bernardo (filho de Mariana)
- Canto e Castro- Alexandre
- Carlos César - Herculano Aleixo
- Carlos Santos - Mestre Ruivo
- Cremilda Gil[21] - Júlia Correia
- Estrela Novais - Maria do Rosário (Madame Sara)
- German Bravo - Espanhol (capanga de Vasco)
- Guilherme Filipe - Paulo Fragoso
- Henrique Viana - Gabriel Figueira de Sá
- José Eduardo - Fonseca
- Juan Goldin - Tiago (espanhol, capanga de Vasco)
- Lourdes Norberto - Helena/Mimi
- Luís Mata - Capitão do Porto de Sesimbra
- Luís Vicente - Mário
- Mané Ribeiro[22] - Guidinha
- Margarida Miranda - Mizé (Maria José Figueira)
- Manuel Castro e Silva[23] - Jorge
- Maria Dulce[24][25] - Maria do Amparo
- Maria José - Ermelinda
- Mário Pereira[1] - Mestre António
- Marques D'Arede[26][27] - Cassiano
- Mónica Marta - Cátia
- Paula Pedregal - Fátima
- Pedro Varela - Luís Figueira
- Rodolfo Neves - Vidal
- Rui de Sá - Careca
- Rui Mendes- Alberto
- Vera Alves - Patrícia
- Vera Mónica[28] - Suzete Esteves
- Sofia Alves[29] - Mafalda Fragoso
- Sofia Grillo - Carolina Fragoso

### Participações especiais
- Deolinda Rodrigues - Maria da Esperança (dona da casa de fados)
- Helena Laureano[30] - Eugénia Reis (jovem)
- Isabel Alarcão - Ermelinda (nos flashbacks com Helena Laureano e Marcantonio del Carlo)
- Luís Esparteiro - Manuel Paiva
- Manuela Maria[31] - Adelaide Martins
- Marcantónio Del Carlo - António (jovem)
- Maria João Abreu - Celeste
- Nicolau Breyner[32] - Vasco Tavares

### Participações especiais (não-creditadas)
- Andrea Oliveira - Neta de Leonardo
- Anita Guerreiro - Peixeira que na trabalha na lota da Praia da Fé
- António Aldeia - Agente da Judiciária (colega de Cassiano)
- António Cid - Médico que trata Beatriz depois da agressão de Paulo
- Beto - Capanga de Vasco
- Bibi Perestrelo - Mendiga
- Carlos Gonçalves - Comandante da GNR de Sesimbra
- Carlos Lacerda - Médico que examina Carolina depois do atropelamento
- Carlos Martins - Inspector PJ encarregue da agressão a Alberto
- Carlos Mendonça - Dr. Simões (professor de etiqueta de Fátima)
- Carlos Rodrigues - Doente que partilha quarto no hospital com Alberto
- David Silva - Fernando Mesquita (curador que compra quadros a Samuel)
- Eduardo Viana - Condutor da carrinha de pesca de Vasco
- Fernando Guerreiro - Inspector (último episódio)
- Filipa Maló Franco - Criança mendiga
- Florbela Queiroz - Marlene
- Igor Sampaio - Tristão Reis (filho de Leonardo)
- João Lagarto - Homem que tenta violar Mariana
- Jorge Almeida - Homem contratado por Paulo para encontrar Mariana
- Jorge Silva - Alfredo Reis (filho de Leonardo)
- Jorge Veiga Xavier - Jornalista que entrevista Samuel no atelier
- José Alves - Médico do hospício onde Mimi está internada
- José Fiúza - Polícia que interroga Paulo sobre a agressão a Alberto
- Lina Morgado - Funcionária da Santa Casa
- Manuel Cavaco - Marques da Costa (dono da papelaria onde Leonardo vai)
- Maria da Paz - Nazaré (peixeira que trabalha na lota da Praia da Fé e amiga de Ermelinda)
- Maria Hernâni - Cozinheira que ajuda Júlia nos preparativos do baptizado
- Maria Tavares - Enfermeira do Hospício onde Mimi está internada
- Óscar Gil - Cliente bêbado quando Gabriel está a trabalhar no café
- Paulo Matos - Agente da Judiciária
- Raquel Ferreira - Carmo (segunda neta de Leonardo)
- Regina Paula - Prostituta loira do bar em Espanha para onde Mariana vai
- Rosa Guerra - Mulher na exposição de Samuel
- Rui Fernandes - Perito em Arte, amigo de Beatriz, que examina os quadros de Samuel
- ??? - Manuela (secretária de Alberto na empresa)
- ??? - Filipa (secretária da Pesca Rica)
- ??? - Funcionária da Conservatória que deixa Leonardo ver os registos
- ??? - Dr. Sequeira (empresário que substitui Alberto na empresa)
- ??? - Dr. Lima (notário de Eugénia)

## Curiosidades
- Pela segunda vez, a NBP apostava numa história do trio Tozé Martinho, Cristina Aguiar e Sarah Trigoso. Depois do ambiente rural de Roseira Brava, em Vidas de Sal optaram por um cenário fluvial, num ambiente ligado à pesca e ao mar.
- Foi excelente a interpretação de Simone de Oliveira, no papel da malvada vilã Madalena Fragoso. Chegou a tal ponto que muitos fãs de Simone de Oliveira não queriam ver a sua vedeta naquela interpretação.
- Vidas de Sal foi o último trabalho de Mariana Rey Monteiro, que no final da rodagem se retirou (por opção própria) da profissão que tantos anos abraçou.
- De salientar a estreia de Sofia Grillo, Pedro Varela, Margarida Miranda e Rui de Sá (que já contava com um extenso percurso em teatro).
- Virgílio Castelo interpretava um pintor afável e carinhoso, vítima da inveja do seu irmão Paulo (Guilherme Filipe). Ao ser convidado para participar na novela, Virgílio pôs como condição que a sua personagem fosse totalmente oposta da anterior (Manolo, de Roseira Brava).
- Depois do grande desempenho em Roseira Brava, também Marques D'Arede foi convidado pela NBP e por Tozé Martinho para integrar o elenco desta novela. Tal como Virgílio Castelo, a sua personagem tinha contornos totalmente distintos do Raul de Roseira Brava.
- Marcantónio Del Carlo teve aqui a sua estreia em televisão, depois de ter feito muito teatro e algum cinema. Juntamente com Helena Laureano, protagonizaram os flashbacks das personagens de Mário Pereira e Mariana Rey Monteiro.
- Esta novela foi repetida já na RTP nas datas seguintes: Entre 3 de Setembro de 2001 e 1 de Março de 2002 às 18:30 na RTP1; entre 9 de Novembro de 2010 e 15 de Junho de 2011 às 12:00 na RTP Memória.
- A novela teve início de rodagem em Março de 1996 e terminou em Agosto do mesmo ano.
- Esta telenovela foi a última participaçāo do ator Mário Pereira, que faleceu 16 dias antes do início da transmissão original.
- Os exteriores da enorme mansão de "Eugénia Reis" foram filmados na Praça de Diu nº3, no Restelo. A mesma vivenda foi também utilizada nas telenovelas Palavras Cruzadas (telenovela) (1986) e Ninguém Como Tu (2005).
- O décor utilizado para retratar o "quartel-general" de Vasco (Nicolau Breyner) foi a Quinta de São Sebastião, em Arruda dos Vinhos, propriedade de António Parente (ex-sócio e fundador da NBP). Esta quinta já tinha sido utilizada como décor nas novelas Cinzas (telenovela) (1992) e Desencontros (1995).